# Arkansaurus fridayi
Arkansaurus fridayi — ящеротазовий динозавр з групи Ornithomimosauria. Існував в Північній Америці у ранній крейді (приблизно 130 млн років тому).

## Скам'янілості
У серпні 1972 року Джо Б. Фрайдей, який володів станцією технічного обслуговування в Локсбурзі (штат Арканзас), помітив грифів, які кружляли над його землею. Перевіряючи своїх корів, він помітив скам'янілі кістки, які стирчали в канаві біля дороги, звідки нещодавно прибрали гравій для реконструкції Арканзаського шосе 24. Він вилучив кістки і кілька місяців демонстрував скам'янілості на своїй станції. У той час ніхто не впізнав у них кістки динозаврів. Професор геології Арканзаського університету колишній житель сусіднього міста Нешвілл Дой Закрі-молодший відніс кістки своєму колезі палеонтологу доктору Джеймсу Квінну. Квінн визначив скам'янілі останки динозаврів і підготував кістки. Восени 1972 року він відвіз останки на щорічну зустріч Товариства палеонтології хребетних у Лінкольні, штат Небраска. Там кістки дослідили експерти як зі США, так і з Європи. Вважалося, що вони пов'язані з орнітомімом. Квінн вперше представив скам'янілості в 1973 році на засіданні Геологічного товариства Америки в Літл-Рок, штат Арканзас.
Квінн мав намір назвати вид «Arkansaurus fridayi», але в 1977 році здійснив смертельне падіння під час пошуків скам'янілостей у Небрасці. Назва Arkansaurus вперше з'явилася в друкованому виданні в науково-популярній книзі Хелен Роні Саттлер у 1983 році, залишаючись недійсним nomen nudum. Повну назву виду вперше опублікувала Анджела К. Брейден у 1998 році, зазначивши, що Квінн неофіційно використовував комбінацію «Arkansaurus fridayi».
Офіційний опис цього динозавра було опубліковано 19 березня 2018 року в Journal of Vertebrate Paleontology палеонтологами РеБеккою Гант-Фостер і, посмертно, Джеймсом Квінном.

## Опис
Ймовірно, Arkansaurus був всеїдною твариною, що швидко рухалася, заввишки від 1,8 до 4,6 м. Його довгі руки, ймовірно, закінчувалися трьома пальцями. Дослідження показало, що скам'янілості містять комбінацію унікальних анатомічних деталей, таких як диференційована стопа нігтя, стиснута збоку третя плесна, яка має яйцеподібну форму в проксимальному вигляді, і дистальна частина нігтя з дуже слабким горбком згинача, без шпор. Стан цієї третьої плеснової кістки припускає, що Arkansaurus fridayi є базальнішим, ніж азійські орнітомімозаври такого ж віку, але відповідає давнішим північноамериканським формам, таким як Nedcolbertia.